# Simone Corleo

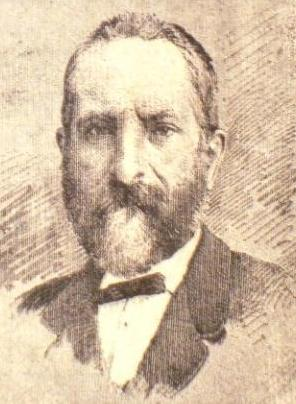
Simone Corleo.

Simone Corleo, född 1823, död 1891, var en italiensk filosof.
Corleo var professor i Palermo. Utifrån positivistiska utgångspunkter fördes Corleo till en identitetsfilosofi, vilken försökte återföra alla egenskaper till kvantiteter. Bland hans verk märks Filosofia universale (1860-1863) samt Il sistema della filosofia universale ovvero la filosofia dell'identità (1880).